# Regulice (Opole)
Pour les articles homonymes, voir Regulice.
Regulice est une localité polonaise de la voïvodie d'Opole et du powiat de Nysa.